# Швабия (герцогство)

Герцогство Швабия (Алеманния) оранжевым) в 917 году.

Герцогство Швабия на карте Священной Римской империи 1000 г.

Герб

Ге́рцогство Шва́бия (нем. Herzogtum Schwaben), Швабское герцогство — племенное герцогство Восточно-Франкского королевства (Германии), существовавшее в X—XII веке. 
Герцогство граничило на севере с Франконией, на западе — с Верхней Лотарингией и землями бургундского (арлезианского) королевства, на юге — с землями итальянского королевства, на востоке — с племенным герцогством Бавария. Таким образом, в герцогство в его максимальных границах входили территории как современной Германии (земля Баден-Вюртемберг, баварский административный округ Швабия), так и Швейцарии (практически вся восточная половина), Франции (историческая область Эльзас), Австрии (Форарльберг и часть Тироля), Лихтенштейна (полностью) и Италии (область Кьявенны).

## Образование герцогства
После уничтожения в 746 году племенного герцогства Алемания и включения его земель в состав государства франков, для управления страной был назначен граф, королевский наместник. В 829 году территория Алемании вошла в состав королевства, выделенного для управления Людовику Немецкому. Верденский договор в 843 году подтвердил закрепление этой области в числе других, вошедших в состав Восточно-Франкского королевства, за Людовиком.
После смерти короля Арнульфа в 900 году в Швабии усиливается влияние местной знати, особенно двух родов — Бурхардингеров, которые ещё в 807 году утвердились в маркграфстве Реция, и Агалольфингеров, владевшие титулом пфальцграфа Швабии.
Бурхард I, происходивший из рода Бурхардингеров, владея маркграфством Реция, а также графствами Тургау и Бар, был одним из самых могущественных феодалов в Швабии. Он попытался распространить своё влияние на всю Швабию. Этому способствовала и удачная женитьба на вдове короля Саксонии и Баварии Людовика III Младшего, Лиутгарде. Уже в 909 году источники называют его в официальных документах «герцогом Алемании» (dux Alamannorum).
После того, как в 911 году королём Германии был избран герцог Франконии Конрад I, Бурхард I был обвинён в узурпировании королевского авторитета, был признан виновным в государственной измене и казнен. Его сыновья, Бурхард II и Удальрих были вынуждены бежать к родственникам в Италию.
После этого самым влиятельным швабским князем стал пфальцграф Швабии Эрхангер из дома Агалольфингеров. Вместе с братом Бертольдом он стремился получить власть в Швабии, но натолкнулся на сопротивление епископа Констанца Соломона III, представлявшего интересы короля Конрада I. В 913 году Эрхангер примирился с Конрадом, что было закреплено браком короля и сестры Эрхангера. Но в 914 году противостояние с Конрадом I возобновилось. Епископ Соломон III арестовал Эрхангера и отправил его к королю, который выслал того из страны.
Но в 915 году Эрхангер вернулся. Осенью 915 года Эрхангер, его брат Бертольд и Бурхард II, сын казнённого герцога Бурхарда I, разбили армию короля Конрада I и захватили в плен епископа Соломона III В этом же году Эрхангер был провозглашен герцогом Швабии. Вскоре началась жестокая распря между королём и владетельными швабскими и баварскими князьями, сторону которых принял герцог Саксонии Генрих. В результате в 917 году Эрхангер, Бертольд и их племянник Лиуфрид были казнены по приказу короля Конрада. Несмотря на это, Конраду так и не удалось подчинить верхнюю Германию, где сохранил своё положение герцог Баварии Арнульф I, а герцогом Швабии без согласия короля был признан Бурхард II. Бурхард поддержал в 919 году избрание королём своего двоюродного брата Генриха Саксонского, который признал его герцогом Швабии.
После смерти в 919 года епископа Соломона III Бурхард II значительно упрочил свою власть. Ему удалось распространить влияние на Тургау, Цюрихгау, а также на Верхнем Рейне. Он, также как и баварский герцог Арнульф I, проводил независимую от короля внешнюю политику. Когда его зять, король Верхней Бургундии и Италии Рудольф II, в 926 году запросил помощи, Бурхард II выступил с армией в его поддержку и погиб под стенами Новары.
После гибели Бурхарда II король отдал Швабию не сыну покойного герцога Бурхарду III, а двоюродному брату короля Конрада I Герману I фон Веттерау (ум. 948), женив его на Регелинде, вдове герцога Бурхарда II.

## Швабия во второй половине X века
После смерти Германа I в 948 году король Оттон I передал герцогство своему сыну Людольфу, женатому на дочери Германа I. В 952 году Людольф вместе с герцогом Лотарингии Конрадом Рыжим подняли мятеж против короля Оттона I. В результате в 954 году оба герцога были лишены своих владений. Швабию король отдал сыну герцога Бурхарда II — Бурхарду III.
Во время правления Бурхарда III сильное влияние на него оказывал брат жены, баварский герцог Генрих II. В 973 году Бурхард способствовал назначению князем-епископом Аугсбурга двоюродного брата, Генриха I, пойдя для этого на обман соборного капитула. В том же году Бурхард умер.
В 973 году король Оттон II передал герцогство своему двоюродному брату Оттону I, сыну Людольфа, вступившего в 976 году также во владение герцогством Бавария.
После ранней смерти в 982 году герцога Оттона I, Швабия перешла во владение к Конраду I, графу Веттерау, правнуку одного из братьев короля Конрада, Эбергарда. Ему наследовал в 997 году сын Герман II. После смерти сына последнего, Германа III, Швабия перешла к мужу его дочери Гизелы — маркграфу Эрнсту Австрийскому.

## Герцогство Швабия в XI веке
После смерти герцога Эрнста I Швабией управляла его вдова Гизела в качестве опекунши своего малолетнего сына Эрнста II. Достигнув совершеннолетия, Эрнст II в 1030 году поднял восстание против императора Конрада II, женившегося на его матери Гизеле, вследствие чего император отдал Швабию младшему брату Эрнста II — Герману IV. Последний умер бездетным в 1038 году.
После смерти Германа император передал Швабию своему сыну Генриху. Когда тот, под именем Генриха III, вступил на императорский престол, то передал Швабию сначала Оттону II, пфальцграфу Лотарингии, а после его смерти в 1047 году — Оттону III, маркграфу Швайнфурта. Последний умер бездетным.
Императрица Агнес, бывшая в то время регентшей, отдала герцогство в 1057 году своему зятю графу Рудольфу Рейнфельденскому. В 1077 году последний выступил конкурентом Генриха IV на императорский престол, но был убит в 1080 году в битве при Эльстере.

## ПравлениеГогенштауфенов
В 1079 году император Генрих IV отдал Швабию Фридриху I, графу Гогенштауфену. Сын и зять Рудольфа, Бертольд I Рейфельденский и Бертольд II Церинген, с оружием в руках стали оспаривать Швабию у Фридриха I и последний в 1096 году вынужден уступить Брейсгау и Цюрих Бертольду II Церингену, а вельфские владения — Баварии.
Фридриху I наследовал (1105) его старший сын Фридрих II Одноглазый. Когда сын последнего Фридрих Барбаросса стал императором в 1152 году, он отдал Швабию малолетнему сыну своего предшественника Конрада III, Фридриху IV Ротенбургскому. Последний вскоре умер в 1169 году, и Швабией, вместе с Эльзасом, по очереди владели 3 сына императора (Фридрих V, Фридрих VI и Конрад II).
В 1196 году император Генрих VI отдал Швабию своему младшему брату Филиппу; последний потерял её во время борьбы за императорскую корону.
В 1212 году Швабия досталась Фридриху VII, будущему императору Фридриху II. Фридрих вернул Швабии многие утерянные ленные владения; особенно расширились владения Швабского дома после того, как угасло потомство графов Церингенских в 1218 году.
В 1219 году император Фридрих II возвёл своего трёхлетнего сына Генриха в герцоги швабские; когда же в 1235 году последний возмутился против своего отца, император отдал герцогство будущему королю Конраду IV, а последний в 1254 году передал его своему двухлетнему сыну — Конрадину.
Когда в 1266 году Конрадин отправился в поход в Сицилию, он заложил свои швабские владения у графа Вюртембергского.
Со смертью Конрадина в Швабии больше не было самостоятельных герцогов. В течение многих лет за швабское наследство шла борьба между маркграфом Баденским, пфальцграфом Тюбингенским, графом Гогенцоллерном и графом Вюртембергским; но император удерживал Швабию в своих руках, управляя ею через имперских ландфогтов в Верхней и Нижней Швабии. Более крупные швабские города пользовались правом имперских свободных городов; менее значительные, хотя им были обещаны имперские льготы, были подчинены ландфогтам и имперским судам. При Рудольфе Габсбургском Вюртембергским графам удалось овладеть ландфогтством в Нижней Швабии, а позже — и в Эльзасе.
После смерти Рудольфа I в 1291 году вновь возгорелась борьба между соперничающими владетельными князьями в Швабии, закончившаяся земским миром в Шпайере в 1307 году, где было заключено также первое соглашение между владетельными князьями и городами.
Попытки возродить титул герцога Швабии не удались: избранный в 1257 г. антикоролём Германии Альфонсо X Кастильский основывал свои притязания на своём родстве с Гогенштауфенами, но не смог добиться признания. Графы Вюртемберга пытались завоевать титул, но из-за нежелания императоров терять его, в 1495 г. Максимилиан I просто возвысил их графство до герцогства.
Границы бывшего герцогства в памяти местного населения закрепились как территориальная единица, на них были основаны последующие образования - Швабский союз  и Швабский округ.
Когда Фридрих Вильгельм Карл Вюртембергский провозгласил себя королем Вюртемберга в 1806 г., он также принял титул князя Швабии, который после роспуска Священной Римской империи в августе 1806 года изменил на суверенного герцога Швабии и Тека. Он включил герб герцогства Швабия из трех львов в новый национальный герб.